# Czarna Góra (Klein-Polen)
Czarna Góra is een plaats in het Poolse district Tatrzański, woiwodschap Klein-Polen. De plaats maakt deel uit van de gemeente Bukowina Tatrzańska en telt 1506 inwoners.